# Saaledurchbruch bei Rothenburg
Koordinaten: 51° 37′ 8,4″ N, 11° 45′ 7,2″ O

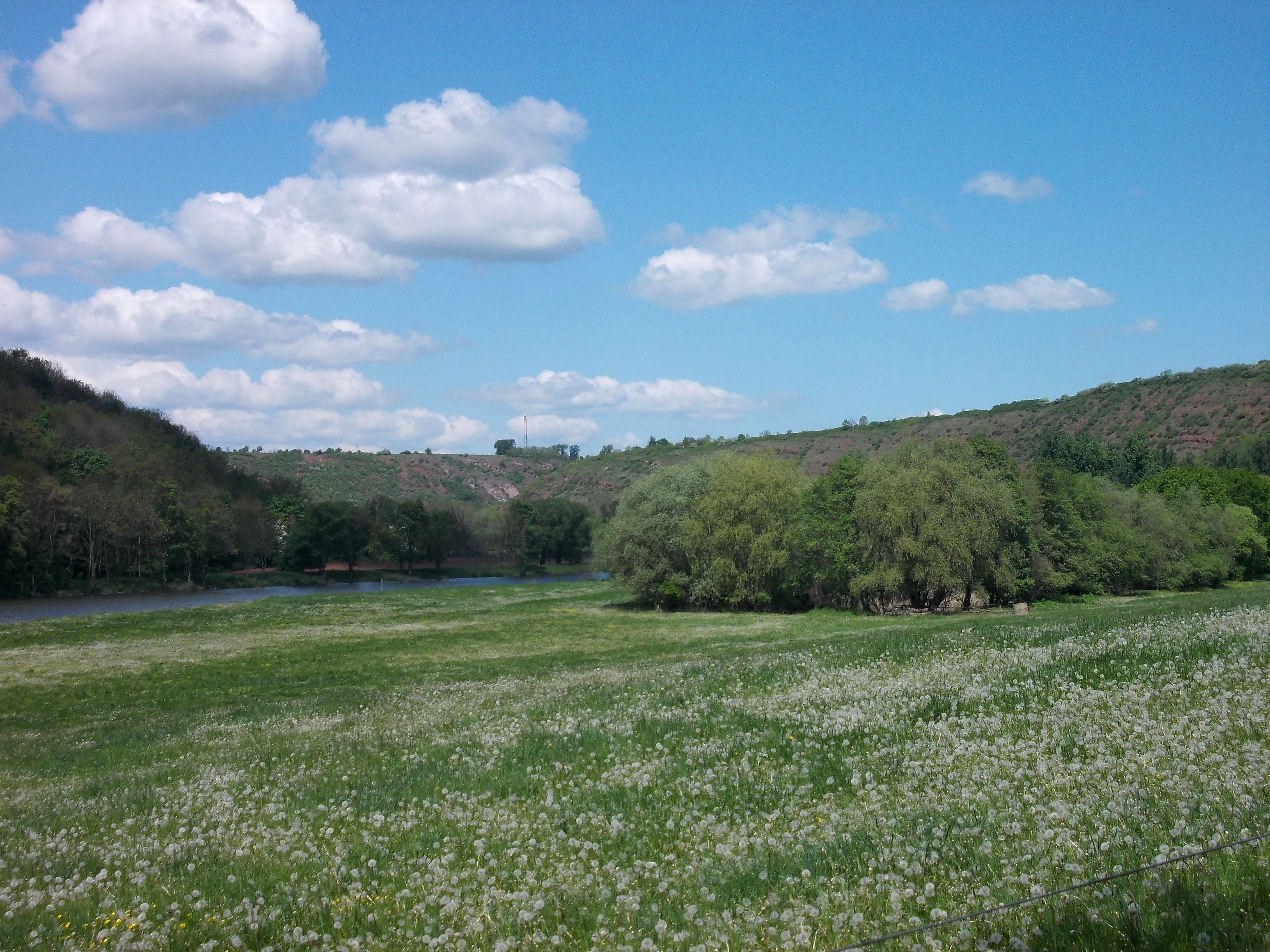
Naturschutzgebiet „Saaledurchbruch bei Rothenburg“

Der Saaledurchbruch bei Rothenburg ist ein Naturschutzgebiet in der Kleinstadt Gerbstedt im Landkreis Mansfeld-Südharz und der Stadt Wettin-Löbejün im Saalekreis in Sachsen-Anhalt.
Das aus mehreren Teilflächen bestehende Naturschutzgebiet mit dem Kennzeichen NSG 0199 ist rund 221 Hektar groß. Es ist zu einem großen Teil Bestandteil des gleichnamigen FFH-Gebietes. Eine nördlich von Rothenburg liegende Teilfläche grenzt im Norden an das Naturschutzgebiet „Teufelsgrund und Saalehänge“. Eine nordwestlich von Dobis liegende Teilfläche grenzt im Osten an das Naturschutzgebiet „Saalehänge bei Dobis“. Das Naturschutzgebiet grenzt zu einem großen Teil an das Landschaftsschutzgebiet „Saale“. Das Gebiet steht seit 2000 unter Schutz (Datum der Verordnung: 11. Oktober 2000). Zuständige untere Naturschutzbehörden sind der Landkreis Mansfeld-Südharz und der Saalekreis.
Das Naturschutzgebiet, das mehrere Flächennaturdenkmale zu einem Naturschutzgebiet zusammenfasst, erstreckt sich im Naturpark Unteres Saaletal südwestlich von Könnern beidseitig der Saale zwischen den Ortsteil Rothenburg der Stadt Wettin-Löbejün und dem Ortsteil Friedeburg (Saale) der Stadt Gerbstedt. Es umfasst verschiedene Biotope im Bereich des Durchbruchs der Saale durch die Halle-Hettstedter Gebirgsbrücke mit der Saaleaue am rechten Ufer des Flusses, mehreren Seitentälern bei Dobis und Rothenburg, dem Burgberg bei Rothenburg sowie Hanglagen von Saalberg und Eichberg bei Friedeburg (Saale).
Die Saaleaue wird überwiegend als Grünland genutzt. In die Flächen sind von Gehölzen und Auwaldresten begleitete Altarme und Feuchtgebiete mit Röhrichten eingebettet. Die Aue ist Lebensraum für Feldhasen sowie verschiedene Fledermausarten, darunter Mopsfledermaus und Großes Mausohr. Die Altarme mit ihren Röhrichtbeständen sind u. a. Lebensraum des Bitterlings sowie verschiedener Amphibienarten. Aus botanischer Sicht sind Bestände des Echten Eibisch erwähnenswert.
Die Grünlandflächen haben eine besondere Bedeutung als Rast- und Nahrungsgebiet für zahlreiche Vogelarten, darunter verschiedene Schnepfenvögel, Enten, Taucher und Möwen. Weiterhin dienen sie verschiedenen in der Umgebung lebenden Vögeln als Nahrungshabitat, darunter Greifvögel, Schleiereulen, Krähen und Graureiher.
Auf den zum Teil steil zum Saaletal abfallenden Hänge stocken verschiedene Waldgesellschaften, darunter Traubeneichen-Hainbuchen-Hangwälder und Feldulmen-Hangwälder sowie an feuchten Standorten edellaubholzreiche Sternmieren-Stieleichen-Hainbuchenwälder mit Übergängen zu Feuchtwäldern. Weiterhin sind Felsfluren und Halbtrockenrasen mit Siebenbürgischem Perlgras, Haarpfriemengras, Steppenfenchel, Nickender und Gemeiner Kuhschelle, Sichelblättrigem Hasenohr, Gewöhnlichem Fransenenzian, Rispenflockenblume, Kleiner Wiesenraute, Bunter Fahnenwicke, Stängellosem Tragant, Berggamander, Grauer Skabiose, Zottigem Fahnenwicke sowie Pflanzengesellschaften der Federgras-Steppenrasen, Walliser Schwingelrasen, Wimper-Perlgrasfluren, Blauschwingel- und Mädesüßrasen zu finden. In den Hangbereichen stocken auch wertvolle Trockengebüsche mit Steinweichsel, Zwergmispel, mehreren Rosen- und Weißdornarten, Blutrotem Hartriegel sowie Liguster. Ergänzt wird die Biotopvielfalt durch Streuobstwiesen sowie aufgelassene Steinbrüche.
Die trockenen Hanglagen bieten zahlreichen Vogelarten geeignete Lebensräume, darunter Rotmilan, Schwarzmilan, Habicht, Wespenbussard, Waldohreule, Rebhuhn, Kolkrabe, Hohltaube, Schwarzspecht, Wendehals, Neuntöter, Steinschmätzer, Sperbergrasmücke und Grauammer. Weiterhin gibt es mehrere Brutpaare des Bienenfressers, die in einer Lößwand bei Friedeburg brüten und auch der Wiedehopf ist vereinzelt anzutreffen. Eine Besonderheit stellt das Brüten der Mehlschwalbe an Felsen dar.
Weiterhin sind im Naturschutzgebiet zahlreiche Wirbellose zu finden, darunter Vorkommen bedrohter Laufkäfer, Schmetterlinge, Heuschrecken und Wildbienen.
Zur Verbindung der trockenwarmen Standorte sind teilweise Ackerflächen und intensiv genutztes Grünland sowie ehemalige Offenbiotope, die vor allem in den 1950er Jahren mit Robinien aufgeforstet wurden, in das Naturschutzgebiet einbezogen. Die Robinienanpflanzungen sollen mittelfristig in naturnahe Laubmischwälder umgewandelt werden. Um der Verbuschung der früher mit Schafen beweideten Halbtrockenrasen entgegenzuwirken, sind Entkusselungsmaßnahmen oder die Wiederaufnahme der Beweidung notwendig. Einige Flächen werden seit 2007 mit Ziegen beweidet, durch deren Verbiss Gehölze zurückgedrängt werden.